# Шон О’При
Шон Ричард О’При (енгл. Sean Richard O'Pry; Кенесо, 5. јул 1989) амерички је мушки модел из Кенеса, Џорџија, САД.

## Каријера
Године 2006, Ноле Мартин уочио је седамнаестогодишњег Прија на Мајспејсу, где је Шон поставио своје матурске фотографије.
Од тада, О’При је учествовао у бројним кампањама и едиторијалима за познате светске брендове, као што су Калвин Клајн, Армани, Версаче, Долче & Габана, Ралф Лорен, Ђанфранко Фере, H&M, Масимо дути, Зара, Марк Џејкобс, Лакост, DSquared², Ботега Венета, DKNY, Фенди, GQ, Дејзд, Белстаф, Дизел, Геп, Нумеро.
О’При се појавио у Мадонином споту за песму "Girl Gone Wild". Такође се појавио у споту Тејлор Свифт за њену песму „Blank Space”.